# باشگاه فوتبال بوتافوگو
بوتافوگو د فوتبال رگاتاس (به انگلیسی: Botafogo de Futebol e Regatas) نام باشگاه فوتبالی است که در لیگ برتر برزیل بازی می‌کند و با نام‌های بوتافوگو و اِسترِلا سُلیتاریا (به پرتغالی: Estrela Solitária) (به معنی تک ستاره) نیز شناخته می‌شود. این باشگاه یکی از با سابقه‌ترین و محبوب‌ترین تیم‌های شهر ریو دوژانیرو به‌شمار می‌رود. بوتافوگو در سال ۲۰۲۴ موفق به قهرمانی در جام لیبرتادورس شد.

## تاریخچه
در ۱ ژولای ۱۸۹۴ باشگاهی با عنوان کلوب د راگاتاس بوتافوگو در یکی از محله‌های ریو دوژانیرو تأسیس شد. در ۱۲ اوت ۱۹۰۴ تیم دیگری به نام بوتافوگو فوتبال کلوب در همان محله تأسیس شد که با ادغام این دو باشگاه در سال ۱۹۴۲، باشگاه فوتبال بوتافوگو به وجود آمد. لوگوی فعلی تیم نیز نمایانگر سمبل‌های آن دو باشگاه است.

اولی:کلوب د راگاتاس بوتافوگو دومی:بوتافوگو فوتبال کلوب سومی:لوگوی کنونی بوتافوگو

## ورزشگاه
این تیم بازی‌های خانگی خود را در دو ورزشگاه به نام‌های ماراکانا و ورزشگاه المپیک ژائو هاولانژ در شهر ریو دوژانیرو برگزار می‌کند.

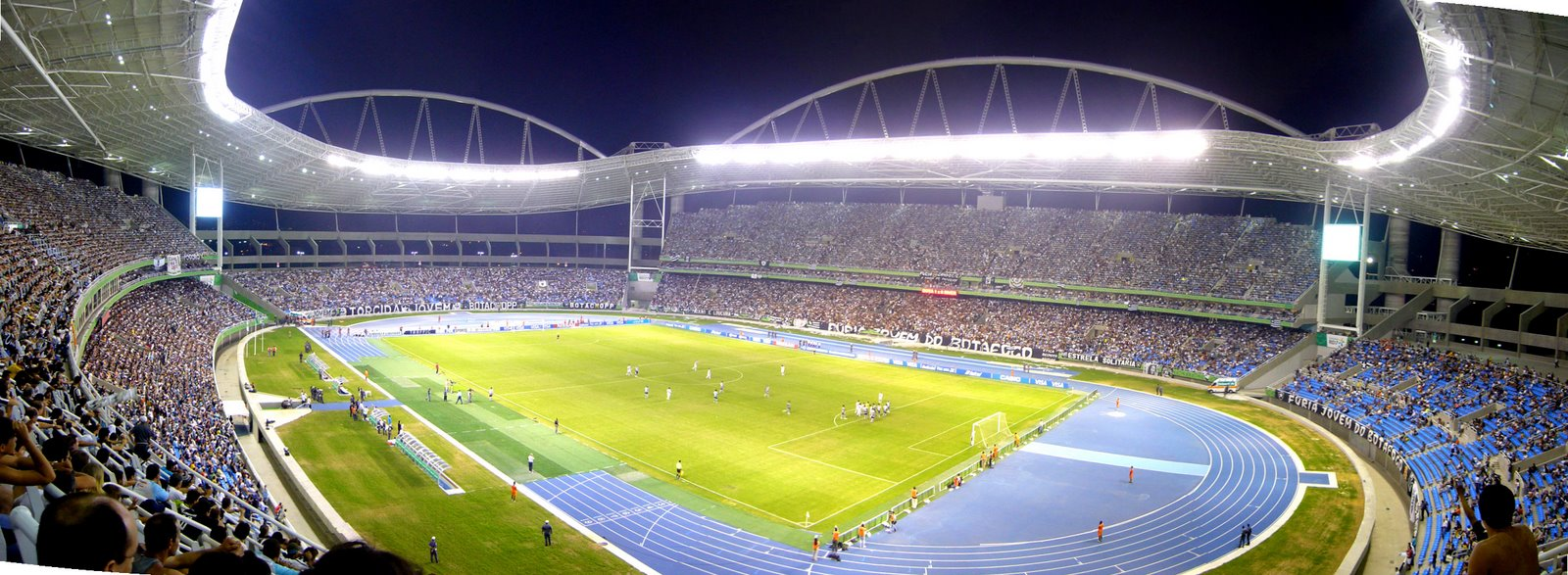
استادیوم المپیک خواو هاولانج ملقب به انجینهاوو

## افتخارات

### بین‌المللی
- جام لیبرتادورس (۱): ۲۰۲۴
- کوپا کونمبول (۱): ۱۹۹۳
- تورنمنت پاریس (۱): ۱۹۶۳

### داخلی
- سری آ برزیل (۳): ۱۹۶۸، ۱۹۹۵، ۲۰۲۴

### منطقه‌ای
- لیگ کاریوکا (۲۱): ۱۹۰۷ (به‌طور مشترک، همراه با فلومیننزه)، ۱۹۱۰، ۱۹۱۲، ۱۹۳۰، ۱۹۳۲، ۱۹۳۳، ۱۹۳۴، ۱۹۳۵، ۱۹۴۸، ۱۹۵۷، ۱۹۶۱، ۱۹۶۲، ۱۹۶۷، ۱۹۶۸، ۱۹۸۹، ۱۹۹۰، ۱۹۹۷، ۲۰۰۶، ۲۰۱۰، ۲۰۱۳، ۲۰۱۸
- تورنمنت ریو-سائو پائولو (۴): ۱۹۶۲، ۱۹۶۴، ۱۹۶۶، ۱۹۹۸
- جام ریو-سال (۲): ۱۹۳۰، ۱۹۶۱
- جام گوانابارا (۸): ۱۹۶۷، ۱۹۶۸، ۱۹۹۷، ۲۰۰۶، ۲۰۰۹، ۲۰۱۰، ۲۰۱۳، ۲۰۱۵
- جام ریو (۹): ۱۹۷۵، ۱۹۷۶، ۱۹۸۹، ۱۹۹۷، ۲۰۰۷، ۲۰۰۸، ۲۰۱۰، ۲۰۱۲، ۲۰۱۳، ۲۰۲۳، ۲۰۲۴